# Демократическое конституционное объединение
Демократическое конституционное объединение либо Конституционное демократическое объединение (араб. التجمع الدستوري الديمقراطي‎ Al-Tajammu` al-Dustūrī al-Dīmuqrāṭī, фр. Rassemblement Constitutionel Démocratique) — политическая партия в Тунисе, с момента основания и до января 2011 года являлась правящей. 6 февраля 2011 года запрещена.
Партия была основана в 1988 году на базе правящей Социалистической дустуровской партии, распущенной новым президентом Зин эль-Абидином Бен Али. В свою очередь, СДП восходит к партии «Дустур» (Конституция), созданной в 1920 году для борьбы за независимость Туниса от Франции.
Партия придерживается светского пути развития Туниса, уделяет внимание социально-экономическим вопросам и пользуется популярностью в стране. В партии также существуют квоты для женщин. На парламентских выборах 2009 года партия заняла 161 из 214 мест в Палате депутатов; партия также контролирует Палату советников, более половины членов которой избираются Палатой депутатов. И. о. президента Туниса 14-15 января 2011 года Мохаммед Ганнуши — вице-председатель партии, покинувший страну Зин эль-Абидин Бен Али — её председатель. Новый и. о. президента Фуад Мебаза — ещё один член ДКО. 18 января премьер и временный президент исключены партией из своих рядов.
Во время и после волнений в Тунисе 2010—2011 годах демонстранты требовали ликвидировать партию. 6 февраля 2011 года временное правительство Туниса запретило деятельность ДКО.
Часть членов партии основала партию Свободный Дустур.